# محافظة ساكون ناخون
محافظة ساكون ناخون أو تنطق ساكون ناكون (بالتايلندية: สกลนคร) و(بالإنجليزية: Sakon Nakhon)‏ هي واحدة من محافظات تايلاند الخمس والسبعين تجاور محافظة نونغ خاي ومحافظة ناخون فانوم ومحافظة موكداهان ومحافظة كالاسين ومحافظة ودون تاني.

## التسمية
تسمية المحافظة تعود إلى لغة سنسكريتية والتي تعني مدينة من المدن

## الجغرافيا
تقع المحافظة على هضبه كورات ولا تبعد ساكون ناخون كثيرا عن نهر ميكونغ، بحيرة نونغ هان الموجودة في المحافظة تعتبر أكبر محافظة في شمال شرق تايلاند وتعتبر مقصد للسكان المحليين.

## التقسيمات الادارية
تنقسم المحافظة ل18 مقاطعة رئيسية و 125 بلدية و 1323 قرية
| 1. موانج سأكون ناخون 2. كوسمان 3. كات باك 4. فانا ناكون 5. بن كون 6. واريتشافوم 7. ناكون نام ين 8. ونون نيوت 9. كام تك كلا | 1. بان موانج 2. اتاك أمنواي 3. سوانج ديان دان 4. سونغ داو 5. تاو نجوى 6. كاوك سي سوفان 7. جيرون سان 8. فون نا كيو 9. فو فاين |

## أعلام
- سينثاويتشاي هاثايراتاناكول
- سوري سوخا